# Туник, Сергей
Сергей Туник (30 января 1959, Иркутск — 12 июля 1981, Симферополь) — советский футболист, полузащитник.

## Биография
Родился 30 января 1959 года в Иркутске.
Играл в футбол на позиции полузащитника. 
Окончил Иркутский институт народного хозяйства.
Играл за юношескую сборную СССР.
Большую часть карьеры провёл во второй лиге в Иркутске, где играл за «Авиатор» / «Звезду». Дебютным для Туника стал сезон-1975, где он провёл один матч. В 1976 году сыграл 13 встреч, а в 1977—1980 годах был игроком основного состава. Всего за иркутскую команду провёл в первенстве СССР 160 матчей, забил 11 мячей.
Перед сезоном-1981 перебрался в симферопольскую «Таврию», которая вышла в высшую лигу. Провёл 8 матчей, забил единственный в карьере мяч в элитном эшелоне 14 июня в ворота ереванского «Арарата».
Погиб 12 июля 1981 года в автомобильной катастрофе на Севастопольском шоссе в Симферополе, когда ехал вместе с товарищами по команде Виктором Королёвым и Александром Бережным на тренировочную базу. Автомобиль с футболистами после бокового столкновения врезался в столб, Туник вылетел из машины и ударился головой о бордюр. Королёв получил тяжёлые травмы, от которых умер в 1982 году.